# Александра Попп
Александра Попп (нім. Alexandra Popp, 6 квітня 1991, Віттен) — німецька футболістка, Олімпійська чемпіонка. Нападниця футбольного клубу «Вольфсбург» та жіночої національної збірної Німеччини.

## Ігрова кар'єра
Вихованка клубу 1.ФФК «Реклінггаузен» в основному складі якого і виступала до 2008.
Влітку 2008 Александра мала дві пропозиції на продовження кар'єри, одна від французького «Олімпіка» з Ліона, а друга від німецького клубу «Дуйсбург 2001». Зрештою в вересні 2008 вона дебютувала в Бундеслізі. У 2009 Александра отримала медаль Фріца Вальтера, як найкраща молода гравчиня. Ще за рік вона разом з клубом зробила золотий дубль, «Дуйсбург 2001» здобув золото чемпіонату Німеччини та Кубок Німеччини.
Влітку 2012 перейшла до «Вольфсбургу», де наразі і продовжує виступати.

## Збірна
У складі юніорської збірної Німеччини провела 38 матчів, забила 23 м'ячі.
У складі молодіжної збірної Німеччини, провела 9 матчів, забила 14 голів.
У складі національної збірної Німеччини дебютувала в 2010. Олімпійська чемпіонка 2016.

### Голи в складі збірної
| Попп — голи за національну збірну | Попп — голи за національну збірну | Попп — голи за національну збірну | Попп — голи за національну збірну | Попп — голи за національну збірну | Попп — голи за національну збірну |
| #                                 | Дата                              | Суперник                          | Гол                               | Рахунок                           | Турнір                            |
| --------------------------------- | --------------------------------- | --------------------------------- | --------------------------------- | --------------------------------- | --------------------------------- |
| 1.                                | 26 лютого 2010                    | Фінляндія                         | 2–0                               | 7–0                               | Кубок Алгарве 2010                |
| 2.                                | 26 лютого 2010                    | Фінляндія                         | 4–0                               | 7–0                               | Кубок Алгарве 2010                |
| 3.                                | 15 вересня 2010                   | Канада                            | 3–0                               | 5–0                               | Товариський матч                  |
| 4.                                | 25 листопада 2010                 | Нігерія                           | 6–0                               | 8–0                               | Товариський матч                  |
| 5.                                | 3 червня 2011                     | Італія                            | 2–0                               | 5–0                               | Товариський матч                  |
| 6.                                | 3 червня 2011                     | Італія                            | 5–0                               | 5–0                               | Товариський матч                  |
| 7.                                | 7 червня 2011                     | Нідерланди                        | 3–0                               | 5–0                               | Товариський матч                  |
| 8.                                | 16 червня 2011                    | Норвегія                          | 2–0                               | 3–0                               | Товариський матч                  |
| 9.                                | 16 червня 2011                    | Норвегія                          | 3–0                               | 3–0                               | Товариський матч                  |
| 10.                               | 26 жовтня 2011                    | Швеція                            | 1–0                               | 1–0                               | Товариський матч                  |
| 11.                               | 19 листопада 2011                 | Казахстан                         | 2–0                               | 17–0                              | Кваліфікація ЧЄ-2013              |
| 12.                               | 19 листопада 2011                 | Казахстан                         | 4–0                               | 17–0                              | Кваліфікація ЧЄ-2013              |
| 13.                               | 19 листопада 2011                 | Казахстан                         | 8–0                               | 17–0                              | Кваліфікація ЧЄ-2013              |
| 14.                               | 19 листопада 2011                 | Казахстан                         | 12–0                              | 17–0                              | Кваліфікація ЧЄ-2013              |
| 15.                               | 5 березня 2012                    | Швеція                            | 4–0                               | 4–0                               | Кубок Алгарве 2012                |
| 16.                               | 31 березня 2012                   | Іспанія                           | 3–0                               | 5–0                               | Кваліфікація ЧЄ-2013              |
| 17.                               | 31 травня 2012                    | Румунія                           | 2–0                               | 5–0                               | Кваліфікація ЧЄ-2013              |
| 18.                               | 31 травня 2012                    | Румунія                           | 4–0                               | 5–0                               | Кваліфікація ЧЄ-2013              |
| 19.                               | 31 травня 2012                    | Румунія                           | 5–0                               | 5–0                               | Кваліфікація ЧЄ-2013              |
| 20.                               | 26 жовтня 2013                    | Словенія                          | 13–0                              | 13–0                              | Кваліфікація ЧС-2015              |
| 21.                               | 23 листопада 2013                 | Словаччина                        | 5–0                               | 6–0                               | Кваліфікація ЧС-2015              |
| 22.                               | 27 листопада 2013                 | Хорватія                          | 6–0                               | 8–0                               | Кваліфікація ЧС-2015              |
| 23.                               | 5 березня 2014                    | Ісландія                          | 5–0                               | 5–0                               | Кубок Алгарве 2014                |
| 24.                               | 29 жовтня 2014                    | Швеція                            | 2–1                               | 2–1                               | Товариський матч                  |
| 25.                               | 6 березня 2015                    | КНР                               | 2–0                               | 2–0                               | Кубок Алгарве 2015                |
| 26.                               | 9 березня 2015                    | Бразилія                          | 1–0                               | 3–1                               | Кубок Алгарве 2015                |
| 27.                               | 11 березня 2015                   | Швеція                            | 2–0                               | 2–1                               | Кубок Алгарве 2015                |
| 28.                               | 7 червня 2015                     | Кот-д'Івуар                       | 10–0                              | 10–0                              | ЧС-2015                           |
| 29.                               | 18 вересня 2015                   | Угорщина                          | 1–0                               | 12–0                              | Кваліфікація ЧЄ-2017              |
| 30.                               | 18 вересня 2015                   | Угорщина                          | 9–0                               | 12–0                              | Кваліфікація ЧЄ-2017              |
| 31.                               | 22 вересня 2015                   | Хорватія                          | 1–0                               | 1–0                               | Кваліфікація ЧЄ-2017              |
| 32.                               | 8 квітня 2016                     | Туреччина                         | 4–0                               | 6–0                               | Кваліфікація ЧЄ-2017              |
| 33.                               | 8 квітня 2016                     | Туреччина                         | 5–0                               | 6–0                               | Кваліфікація ЧЄ-2017              |
| 34.                               | 22 липня 2016                     | Гана                              | 3–0                               | 11–0                              | Товариський матч                  |
| 35.                               | 3 серпня 2016                     | Зімбабве                          | 2–0                               | 6–1                               | Олімпійські ігри 2016             |
| 36.                               | 20 жовтня 2017                    | Ісландія                          | 1–1                               | 2–3                               | Кваліфікація ЧЄ-2019              |
| 37.                               | 24 жовтня 2017                    | Фарерські острови                 | 1–0                               | 11–0                              | Кваліфікація ЧЄ-2019              |
| 38.                               | 24 жовтня 2017                    | Фарерські острови                 | 6–0                               | 11–0                              | Кваліфікація ЧЄ-2019              |
| 39.                               | 24 листопада 2017                 | Франція                           | 1–0                               | 4–0                               | Товариський матч                  |
| 40.                               | 24 листопада 2017                 | Франція                           | 3–0                               | 4–0                               | Товариський матч                  |
| 41.                               | 10 квітня 2018                    | Словенія                          | 3–0                               | 4–0                               | Кваліфікація ЧС-2019              |
| 42.                               | 4 вересня 2018                    | Фарерські острови                 | 6–0                               | 8–0                               | Кваліфікація ЧС-2019              |
| 43.                               | 4 вересня 2018                    | Фарерські острови                 | 8–0                               | 8–0                               | Кваліфікація ЧС-2019              |
| 44.                               | 6 жовтня 2018                     | Австрія                           | 1–0                               | 3–1                               | Товариський матч                  |
| 45.                               | 9 квітня 2019                     | Японія                            | 1–1                               | 2–2                               | Товариський матч                  |
| 46.                               | 30 травня 2019                    | Чилі                              | 1–0                               | 2–0                               | Товариський матч                  |
| 47.                               | 17 червня 2019                    | ПАР                               | 3–0                               | 4–0                               | Чемпіонат світу 2019              |
| 48.                               | 22 червня 2019                    | Нігерія                           | 1–0                               | 3–0                               | Чемпіонат світу 2019              |
| 49.                               | 31 серпня 2019                    | Чорногорія                        | 2–0                               | 10–0                              | Кваліфікація ЧЄ-2022              |
| 50.                               | 31 серпня 2019                    | Чорногорія                        | 3–0                               | 10–0                              | Кваліфікація ЧЄ-2022              |
| 51.                               | 31 серпня 2019                    | Чорногорія                        | 5–0                               | 10–0                              | Кваліфікація ЧЄ-2022              |
| 52.                               | 8 жовтня 2019                     | Греція                            | 1–0                               | 5–0                               | Кваліфікація ЧЄ-2022              |
| 53.                               | 9 листопада 2019                  | Англія                            | 1–0                               | 2–1                               | Товариський матч                  |
| 54.                               | 8 липня 2022                      | Данія                             | 4–0                               | 4–0                               | Чемпіонат Європи 2022             |
| 55.                               | 12 липня 2022                     | Іспанія                           | 2–0                               | 2–0                               | Чемпіонат Європи 2022             |
| 56.                               | 16 липня 2022                     | Фінляндія                         | 2–0                               | 3–0                               | Чемпіонат Європи 2022             |
| 57.                               | 21 липня 2022                     | Австрія                           | 2–0                               | 2–0                               | Чемпіонат Європи 2022             |
| 58.                               | 27 липня 2022                     | Франція                           | 1–0                               | 2–1                               | Чемпіонат Європи 2022             |
| 59.                               | 27 липня 2022                     | Франція                           | 2–1                               | 2–1                               | Чемпіонат Європи 2022             |
| 60.                               | 7 жовтня 2022                     | Франція                           | 1–0                               | 2–1                               | Товариський матч                  |
| 61.                               | 7 жовтня 2022                     | Франція                           | 2–0                               | 2–1                               | Товариський матч                  |
| 62.                               | 7 липня 2023                      | Замбія                            | 2–2                               | 2–3                               | Товариський матч                  |
| 63.                               | 24 липня 2023                     | Марокко                           | 1–0                               | 6–0                               | Чемпіонат світу 2023              |
| 64.                               | 24 липня 2023                     | Марокко                           | 2–0                               | 6–0                               | Чемпіонат світу 2023              |
| 65.                               | 30 липня 2023                     | Колумбія                          | 1–1                               | 1–2                               | Чемпіонат світу 2023              |
| 66.                               | 3 серпня 2023                     | Південна Корея                    | 1–1                               | 1–1                               | Чемпіонат світу 2023              |

## Титули і досягнення

### Клубні
«Дуйсбург 2001»
- Володарка Ліги чемпіонів (1): 2009
- Чемпіонка Німеччини (1): 2010
- Володарка Кубка Німеччини (3): 2009, 2010

«Вольфсбург»
- Володарка Ліги чемпіонів (2): 2013, 2014
- Чемпіонка Німеччини (7): 2013, 2014, 2017, 2018, 2019, 2020, 2022
- Володарка Кубка Німеччини (10): 2013, 2015, 2016, 2017, 2018, 2019, 2020, 2021, 2022, 2023

### Збірна
- Чемпіонка Європи серед юніорок (U-17) (1): 2008
- Чемпіонка світу серед юніорок (U-20) (1): 2010
- Олімпійська чемпіонка (1): 2016.